# Perissus fairmairei
Perissus fairmairei là một loài bọ cánh cứng trong họ Cerambycidae.